# نهر ماكاي
نهر ماكاي (Rio Macaé) هو نهر بولاية ريو دي جانيرو في جنوب شرق البرازيل يتدفق إلى المحيط الأطلسي في بلدة ماكاي. الجزء العلوي من حوض نهر ماكاي محمي من 35,038 هكتار (86,580 أكر) منطقة ماكاي دي كيما لحماية البيئة التي تم إنشائها في عام 2001. يشمل حوض النهر أيضًا جزءًا من محمية يونياو البيولوجية، التي تضم مجموعة من قرود الطمارين الذهبية المهددة بالانقراض.